# Tyto sororcula
Tyto sororcula е вид птица от семейство Забулени сови (Tytonidae).

## Разпространение
Видът е разпространен в Австралия, Индонезия и Папуа Нова Гвинея.